# Institut canadien des valeurs mobilières
L'Institut canadien des valeurs mobilières (ICVM) est une organisation canadienne qui offre des cours de licence, des certifications avancées, une formation continue et une formation personnalisée pour les professionnels des services financiers au Canada et à l'étranger.
L'ICVM fournit des licences et des tests pour répondre aux exigences réglementaires pour travailler au sein de l'industrie canadienne des services financiers. Il est approuvé par l'Organisme canadien de réglementation du commerce des valeurs mobilières (OCRCVM) et les Autorités canadiennes en valeurs mobilières (ACVM).
L'ICVM a ses établissements à Toronto et à Montréal et appartient à Moody's Analytics. Les informations d'identification offertes par l'institut sont reconnues par plusieurs autorités de réglementation des valeurs mobilières étrangères, y compris celles des États-Unis, de la France, du Royaume-Uni, de Singapour et de Hong Kong.